# Clemens
| Drenge- | Drenge-   | Pige- | Pige-    | Efter- | Efter-      |
| ------- | --------- | ----- | -------- | ------ | ----------- |
| 1       | Peter     | 1     | Anne     | 1      | Nielsen     |
| 2       | Michael   | 2     | Mette    | 2      | Jensen      |
| 3       | Lars      | 3     | Kirsten  | 3      | Hansen      |
| 4       | Jens      | 4     | Hanne    | 4      | Andersen    |
| 5       | Thomas    | 5     | Anna     | 5      | Pedersen    |
| 6       | Henrik    | 6     | Helle    | 6      | Christensen |
| 7       | Søren     | 7     | Maria    | 7      | Larsen      |
| 8       | Christian | 8     | Susanne  | 8      | Sørensen    |
| 9       | Martin    | 9     | Lene     | 9      | Rasmussen   |
| 10      | Jan       | 10    | Marianne | 10     | Jørgensen   |

Clemens eller Klemens er et drengenavn, der kommer af latin og betyder noget i retning af rolig, blid, mild, sagtmodig, overbærende eller nådig. I alt er der i starten af 2020 ca. 100 danskere der bærer et af disse navne ifølge Danmarks Statistik.

## Kendte personer med navnet

### Fornavn
- 14 paver:
  - Pave Clemens 1.
  - Pave Clemens 2.
  - Pave Clemens 3.
  - Pave Clemens 4.
  - Pave Clemens 5.
  - Pave Clemens 6.
  - Pave Clemens 7.
  - Pave Clemens 8.
  - Pave Clemens 9.
  - Pave Clemens 10.
  - Pave Clemens 11.
  - Pave Clemens 12.
  - Pave Clemens 13.
  - Pave Clemens 14.
- To middelalderlige modpaver:
  - Clemens 3. (modpave)
  - Clemens 7. (modpave)
- Clemens af Alexandria (Titus Flavius Clemens) – kirkefader fra Alexandria
- Johan Frederik Clemens – dansk kobberstikker
- MC Clemens – dansk rapper, også blot kaldet Clemens
- Clemens Brentano – tysk romantiske forfatter
- Klemens Kappel – dansk læge og filosof

Navnet Clement/Klement og dets feminine variant Clementine/Klementine er beslægtede med Clemens og kan også hentyde til flere forskellige artikler:
- Pierre Clément – algerisk præst; skaber af klementinen, som er opkaldt efter ham
- Clément Janequin – fransk komponist
- Clement Behrendt Kjersgaard – dansk tv-vært og redaktør
  - Clement Direkte – et talkshow på DR2 med Clement Behrendt Kjersgaard som vært

## Navnet anvendt i fiktion
- Clementine O'And – en figur i Disneys tegneserier

## Andre anvendelser
- Clemens (indkøbscenter) – et indkøbscenter i Århus

Desuden er der en by på Bornholm ved navn Klemensker, som er hovedby i Klemensker Sogn.